# 570
| [ Edytuj tabelę ]          |                                              |
| Król Bernicji              | - 568 Etelryk 572                            |
| Cesarz Bizancjum           | - 565 Justyn II 578                          |
| Król Essexu                | - 527 Aescwine 587                           |
| Król Franków               | - 561 Guntram I 592                          |
| Król Franków w Austrazji   | - 561 Sigebert I 575 - 570 Childebert II 595 |
| Król Franków w Neustrii    | - 567 Chilperyk I 584                        |
| Cesarz Japonii             | - 539 Kinmei 571                             |
| Król Kentu                 | - 560 Ethelbert I 616                        |
| Patriarcha Konstantynopola | - 565 Jan III Scholastyk 577                 |
| Władca Korei               | - 559 P’yŏngwŏn 590                          |
| Król Longobardów           | - 565 Alboin 572                             |
| Papież                     | - 561 Jan III 574                            |
| Król Persji                | - 531 Chosrow I 579                          |
| Król Wessexu               | - 560 Ceawlin 592                            |
| Król Wizygotów             | - 568 Leowigild 586                          |

Rok 570 / DLXX
stulecia: V wiek ~
VI wiek ~
VII wiek

lata: 560 «
565 «
566 «
567 «
568 «
569 «
570
» 571
» 572
» 573
» 574
» 575
» 580

## Wydarzenia
- Afryka
  - powstało państwo Kanem-Bornu (data sporna lub przybliżona)
- Pod względem populacji Ktezyfon wyprzedził Konstantynopol i stał się największym miastem świata (dane szacunkowe).

## Urodzili się
- Mahomet, twórca islamu (data sporna lub przybliżona)
- Abban z Magheranoidhe, święty Kościoła katolickiego

## Zmarli
- 21 lipca – Ahkal Mo' Nahb II, majański władca miasta Palenque